# رابین برو
رابین برو (به انگلیسی: Robin Brew) (زادهٔ ۲۸ ژوئن ۱۹۶۲) شناگر اهل بریتانیا است.